# Eubazus rugulosus
Eubazus rugulosus är en stekelart som beskrevs av Papp 2005. Eubazus rugulosus ingår i släktet Eubazus och familjen bracksteklar. Inga underarter finns listade i Catalogue of Life.